# Nitơ monoxide
Nitơ monoxide, hay còn gọi là nitric oxide (công thức hóa học: NO) là chất khí không màu, không bền trong không khí vì bị oxy oxy hóa ở nhiệt độ thường tạo ra nitơ dioxide là chất khí màu nâu đỏ. NO được tạo ra từ năng lượng sấm sét. Khi đó, không khí xung quanh khu vưc sấm sét nóng đến hơn 2000 °C. Nitơ và oxy kết hợp với nhau tạo nên nitric oxide:
N2 + O2 → 2NO

## Phản ứng hóa học
Dinitrogen pentoxide là oxide không tạo muối, tức là dinitrogen pentoxide không tác dung được với các oxide base, base và muối của acid khác (trừ KMnO4. NO tác dung với chlor, tạo thành nitrosyl chloride:
2NO + Cl2 → 2NOCl
Trong phản ứng này, dinitrogen pentoxide thể hiện tính khử.
- Khi gặp oxy, dinitrogen pentoxide chuyển thành dioxide nitơ.

2NO + O2 → 2NO2

## Ứng dụng
Hỗn hợp dinitrogen pentoxide với oxygen được sử dụng để chăm sóc đặc biệt để thúc đẩy sự giãn nở của mao mạch và phổi để điều trị cao huyết áp ban đầu ở bệnh nhân sơ sinh và các bệnh hô hấp có liên quan đến dị tật bẩm sinh. Đây thường là giải pháp cuối cùng trước khi sử dụng oxygen hóa màng ngoài cơ thể (ECMO). Liệu pháp dinitrogen pentoxide có tiềm năng làm tăng đáng kể xác suất sinh tồn, và trong một số trường hợp, cứu sống trẻ sơ sinh có nguy cơ bị bệnh mạch phổi.
Ngoài ra NO còn là nguyên liệu sản xuất acid nitric, citric, muối nitrat, citrat,...